# Santa Margherita in Val di Chio
Santa Margherita è una frazione del comune di Castiglion Fiorentino, in provincia di Arezzo. Si trova nella parte settentrionale della Val di Chio, in posizione pedecollinare.

## La località
La frazione ha origini molto antiche, essendo una delle ville che nel 1239 vengono riconosciute possesso di Castiglioni. Il rettore della chiesa omonima concorse nel 1264 alla elezione del pievano di Sant'Angelo al Cassero, tal Ubertino Ranieri de'Pazzi. Nel criminale del podestà Landini (1383), compare una causa, indetta dall'allora rettore Giunta di Giovannozzo riguardo al possesso di un chiostro nel paese. Nel 1427 la popolazione fu stimata in sei fuochi. Nel 1450 fu eletto sindaco della villa un certo Bartolomeo Santorelli. La Visita apostolica del 1583 riferì che la chiesa era in cattive condizioni: aveva solo due altari laterali talmente indecenti da ordinarne la demolizione e costruirne uno solo al centro. Inoltre si intimò al parroco don Alessandro Onesti di abolire l'uso di celebrare solennemente i matrimoni nelle case private ma di utilizzare solamente la chiesa. Nel 1794 il paese contava 96 abitanti, che divennero 120 nel 1833 e 142 nel 1845. Nel 1892 e poi nel 1928 l'edificio sacro fu sottoposto a ristrutturazione, così da giungere come lo vediamo oggi.
La chiesa è un edificio semplice con l'esterno in pietra toscana e l'interno ad un'unica navata. Vi è l'altare maggiore ed un unico altare laterale sulla sinistra che accoglie una statua della Madonna di Loreto. In fondo, dietro l'altar maggiore, vi è un paliotto risalente al XVI secolo, molto particolare in quanto realizzato in cuoio e dipinto in modo tale da ricordare un tappeto. All'ingresso vi è una croce delle indulgenze, un disco di metallo con in centro una croce nelle cui braccia è scritto: "Jesus Christus Deus homo", nel cerchio interno si legge: "Vivit regnat imperat MCMI" e su quello esterno: "Osculantibus crucem hanc in ecclesia positam et recitantibus Pater indulgentia 200 dierum semel in diem".
Da Santa Margherita una strada, solo in parte percorribile in auto, permette di raggiungere il valico della Foce passando per la contrada Barbagatti; di qui si inerpica in numerosi e stretti tornanti toccando le case Pozzofiume (m. 466 s.l.m.) fino a giungere in prossimità del passo.

## Collesecco

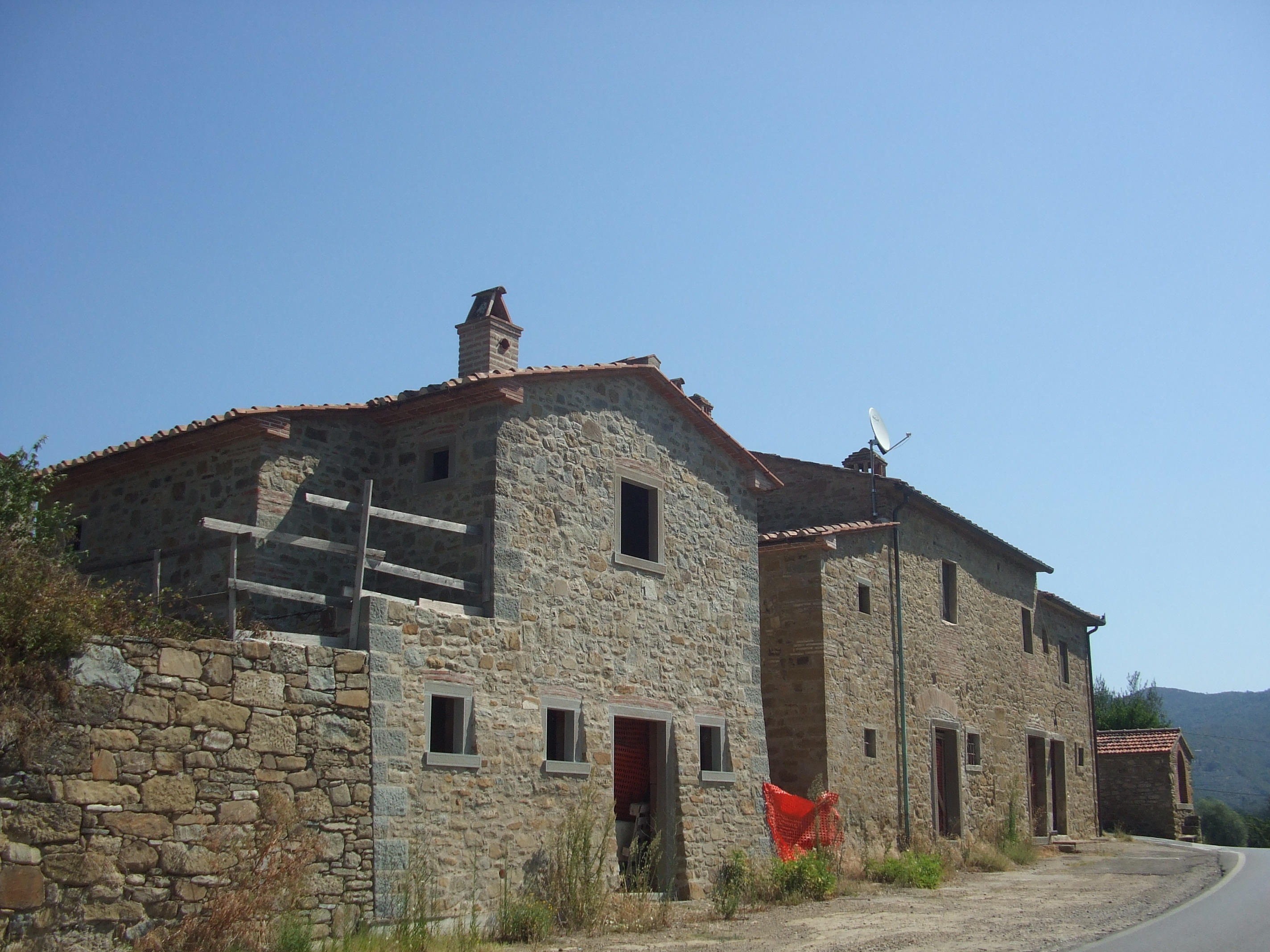
Case in stile toscano a Collesecco

Collesecco è una frazione del comune di Castiglion Fiorentino, nella parte settentrionale della Val di Chio. Il nome nasce dalla fusione delle parole latine "collis" e "siccum" che indicano una altura arida e asciutta. In questa zona già nell'antichità esisteva un abitato etrusco, frequentato almeno sino all'epoca imperiale romana. La villa di Collesecco fu tra quelle confermate nel 1239 a Castiglione nella disputa con Arezzo. La chiesa dedicata a San Pietro Apostolo, citata già nel 1151, era inizialmente sottoposta all'autorità della Pieve di Retina. Nel 1384 ad essa venne accorpata una cura d'anime. Nel 1427 la popolazione venne calcolata in quattro fuochi. La visita apostolica del 1573 descrisse la chiesa come solida ed in buono stato. A partire dal 1788 la cura delle anime venne affidata al parroco di Santa Cristina. Nel 1811 la villa contava 17 famiglie. Nel 1915 la chiesa fu restaurata: le mura vennero rialzate, il tetto rifatto, le vecchie finestre sostituite con altre più grandi e l'intonaco rinnovato. Attualmente l'edificio sacro si presenta ad una sola navata con un altare destro dove vi è un olio di tela, del pittore locale Michelangelo Tizi, che rappresenta la Madonna con Gesù in collo tra San Michele Arcangelo e San Paolo. L'altare maggiore è molto antico, provenendo dalla cappella delle Stimmate dell'antica chiesa di San Francesco, dove era conservata una reliquia della vera Croce. Dietro vi è una tela raffigurante la Madonna delle Grazie che allatta il Bambino.

## Galleria d'immagini

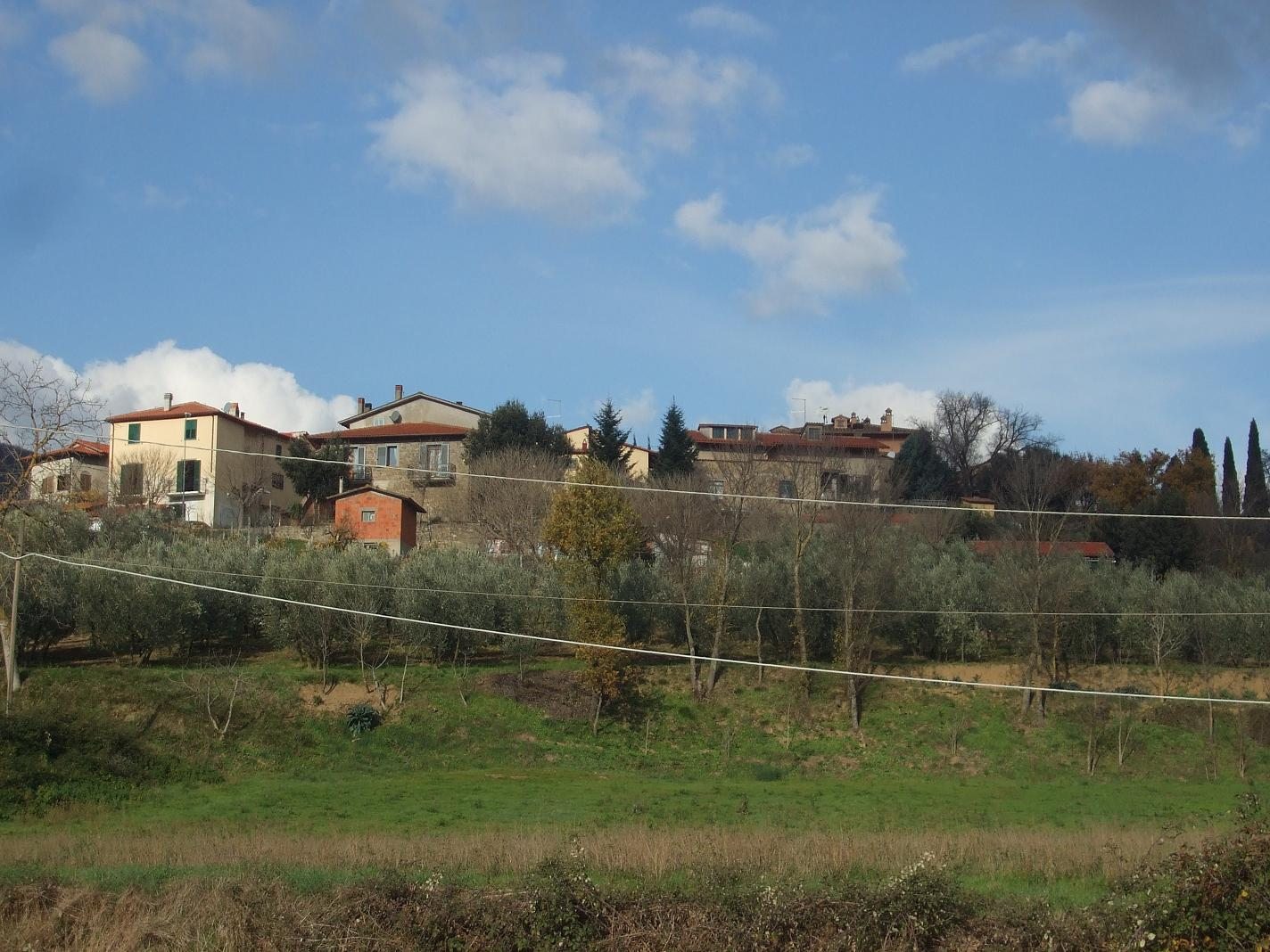
Panorama di Collesecco
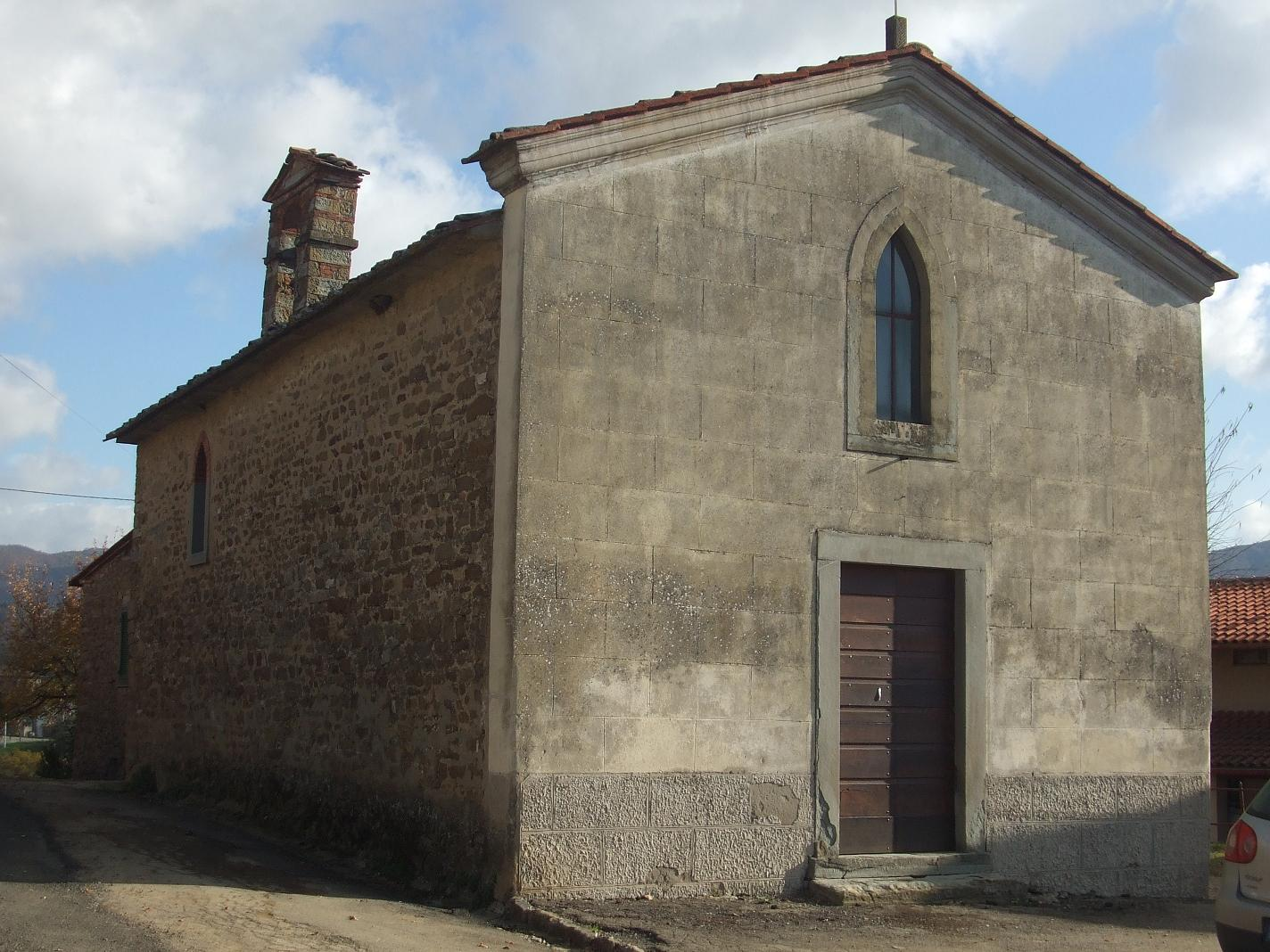
La chiesa di San Pietro a Collesecco